# يوديد التيتانيوم الرباعي
يوديد التيتانيوم الرباعي (أو رباعي يوديد التيتانيوم)( بالإنجليزية Titanium tetraiodide )    مركب غير عضوي صيغته TiI4. إنها مادة صلبة متطايرة، أعلن اكتشافها لأول مرة بواسطة رودولف فيبر Rudolph Weber في سنة 1863، وهو وسيط في عملية Van Arkel-de Boer، والتي تدعى أيضاً طريقة القضيب البلوري المستخدمة لتنقية التيتانيوم.

## الإنتاج
هناك ثلاث طرق معروفة جيدًا:
1) من العناصر ، عادةً باستخدام فرن أنبوب عند 425 درجة مئوية:
{\displaystyle {\ce {{Ti + 2 I2 → TiI4}}}}
يمكن عكس هذا التفاعل لإنتاج أغشية نقية للغاية من فلز Ti.
2) تفاعل التبادل من رباعي كلوريد التيتانيوم ويوديد الهيدروجين.
{\displaystyle {\ce {{TiCl4 + 4 HI → TiI4 + 4HCl}}}}
3) تبادل بين الأكسيد من ثنائي أكسيد التيتانيوم واليوديد من يوديد الألومنيوم.
{\displaystyle {\ce {{3 TiO2 + 4 AlI3 → 3 TiI4 + 2 Al2O3}}}}

## الخواص
TiI4 هو يوديد ثنائي جزيئي نادر، يتكون من جزيئات معزولة من مراكز(TI (IV رباعية السطوح. يبلغ طول الرابطة Ti-I  مقدار 261 بيكومتر.  يمكن تقطير TiI4 دون تحلل عند ضغط 1 جو، مما يعكس طابعه الجزيئي؛ هذه الخاصية هي أساس استخدامها في عملية van Arkel-de Boer. الفرق في نقطة الانصهار بين رباعي كلوريد التيتانيوم (mp -24 °C) و رباعي يوديد التيتانيوم (mp 150 °C) يمكن مقارنته بالفرق بين نقاط انصهار رباعي كلوريد الكربون (mp -23 °C) و رباعي الكلوريد (mp 168 °C) ، مما يعكس أقوى ترابط بين الجزيئات فان دير فالس في اليود.

## التفاعلات
يُظهر رباعي يوديد التيتانيوم تفاعلًا واسعًا تجاه الألكينات والألكاينات مما يؤدي إلى إنتاج مركبات اليود العضوية. كما أنه يؤثر على تفاعل ازدواج البيناكول وعلى تفاعلات أخرى لتشكيل الرابطة الكربونية C-C.

## وصلات خارجية
- معلومات عن التيتانيوم